# 稲荷木落排水路
稲荷木落排水路（とうかきおとしはいすいろ）は、埼玉県加須市と久喜市を流れる河川である。稲荷木堀（とうかきぼり）とも称される。

## 概要
平成に入り三尺排水路・沼尻排水路と併せ、事業費3,452,000,000円をかけ河川改修が行われた。久喜市松永（左岸側：東側）周辺では古堤と呼ばれている、かつての利根川の旧流路のひとつ浅間川の堤防が残っている。この堤防は自然堤防に盛土をして建設されたと云われており、堤防上は鎌倉古道であったと伝わっている。
栗橋駅近くの加須市旗井・久喜市伊坂の周辺では一部住宅地などの市街地周辺を流下する区間が存在するが、それ以外の区間ではほぼ水田などの農地の中を流下する。また、流末は利根川水系中川へと至り終点となる。流路の詳細に関しては下記の流路節を参照されたい。
合流
- 三尺排水路
- 沼尻排水路

## 流路
- 加須市旗井字稲荷木にて右岸側（西側）より流下してくる沼尻排水路と合流する。
- 加須市北下新井・琴寄（西側）と久喜市伊坂・松永（東側）の境界を南へ流下する。またこの区間に存在する「稲荷木橋」付近にて島中幹線用水路（島中領用水路）が稲荷木落排水路の下を伏せ越す。
- 国道125号を横断する付近より、流域は久喜市佐間となる。佐間のほぼ中央を国道125号より東北本線までは南東方向に流下し、その後東北本線の西側にほぼ沿うように南西へ流下する。
- 高柳のほぼ中央部を流下し、同地にて東北本線を東側へ横断する。その後、南東へ流下する。
- 島川の北部を南東へ流下する。
- 新井の北西部を南東へ流下し、新井（北側）と八甫2丁目（南側）の境界、新井側にて西方より流下してくる中川へと至り、合流・終点となる。
- 終点：中川

## 橋梁
- 名称不明
- 西瓜橋
- 元和橋（埼玉県道84号羽生栗橋線）
- 島中幹線用水路（島中領用水路）の伏せ越し
- 稲荷木橋
- 島中橋（国道125号）
- 中組橋
- 八反橋
- 名称不明
- 呉服屋橋
- 呉服誇線橋（埼玉県道316号阿佐間幸手線）

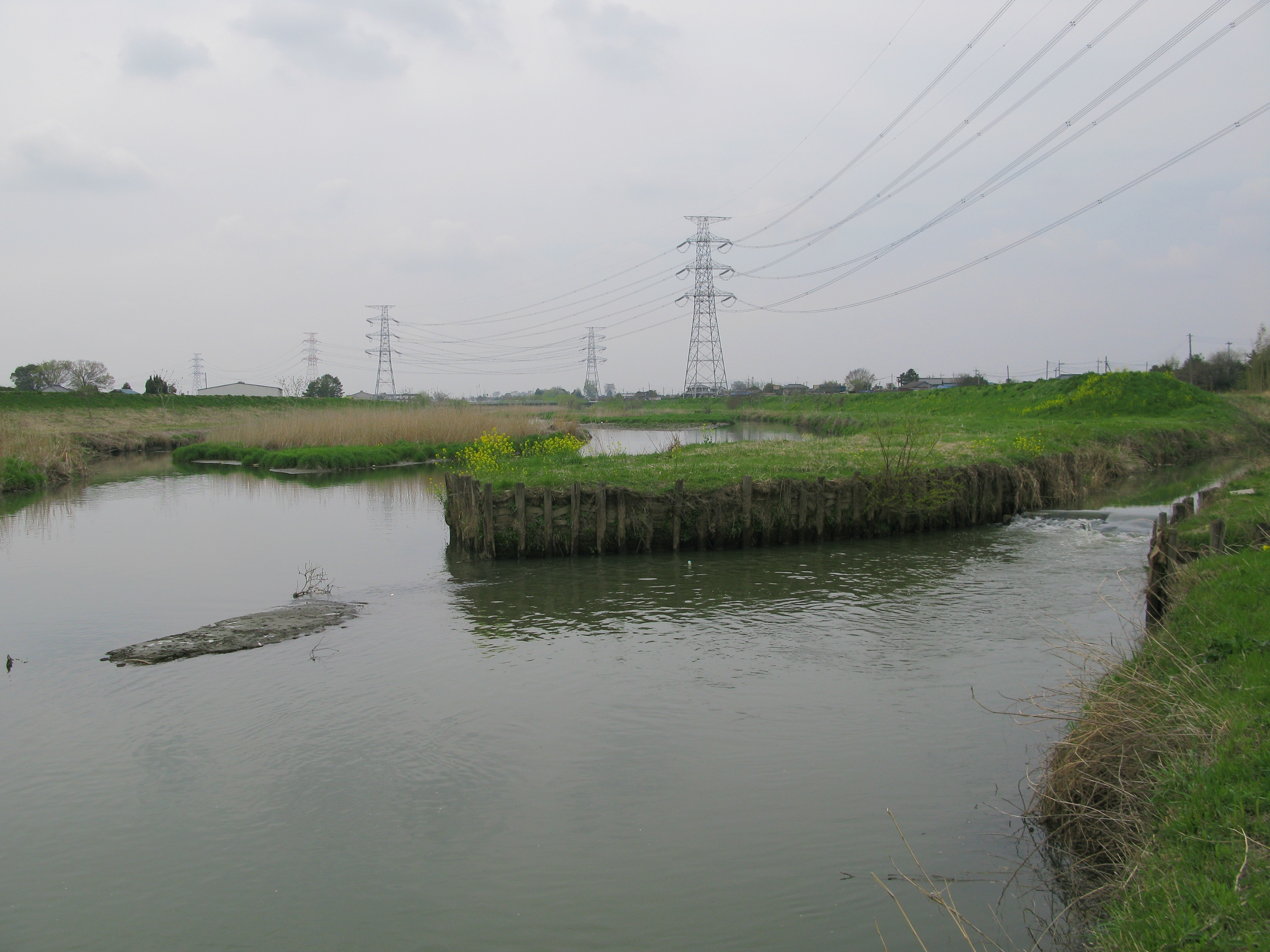
稲荷木落排水路と中川の合流点

- 佐間下手橋
- 水深橋
- （東北本線橋梁）
- 八幡橋
- 稲荷橋
- 新島橋
- 中道橋
- 新新井橋
- 新井橋

## 周辺の施設
- オハナ池
- 埼玉県立栗橋北彩高等学校
- 才谷ヶ池
- カインズモール
- 善定寺池
- 久喜市立栗橋西小学校